# 아테네 론 테니스 클럽
아테네 론 테니스 클럽(Όμιλος Αντισφαίρισης Αθηνών in greco)은 1895년에 만들어진 그리스 아테네에 있는 테니스 경기장이다. 1896년 하계 올림픽에서 테니스와 사이클 경기가 열렸던 곳이다. 이 경기장은 1906년 중간 올림픽 때도 쓰였다.
아테네 론 테니스 클럽은 제우스 신전과 아크로폴리스 사이에 위치해있으며 파나티나이코 경기장 근처에 있는 동시에 자피온 건너편에 있다.

## 참고 자료
- (영어/그리스어) 아테네 론 테니스 클럽의 역사.